# Deuxième Bureau
Das Deuxième Bureau (deutsch zweites Büro) war der 1871 als zweite Abteilung des Generalstabes gegründete französische militärische Auslandsnachrichtendienst, der die Aufklärung potentiell oder akut feindlicher Armeen zu betreiben hatte.

## Geschichte
Zur Zeit der Dritten Republik (1870–1940) war der französische Geheimdienst in zwei traditionelle Abteilungen gegliedert: Das Premier Bureau informierte den Generalstab über den Status der französischen und verbündeten Truppen. Das Deuxième Bureau unterrichtete den Stab über militärische Gegner und umfasste die Nachrichtendienste aller drei Waffengattungen: Heer, Marine und später der Luftwaffe. Der Nachrichtendienst arbeitete eng mit dem Service de Renseignement zusammen, der für Spionageabwehr und Gegenspionage zuständig war.
Das Deuxième Bureau wurde zwischen 1886 und 1895 von Oberst Jean Sandherr geleitet, dem 1895 bis 1896 Georges Picquart folgte, der 1897 bis 1898 durch Joseph Hubert Henry abgelöst wurde. Die Abteilung war in die Dreyfus-Affäre 1894 verwickelt, was sie nachhaltig in Misskredit brachte. Im Mai 1899 übertrug deshalb die französische Regierung die Verantwortung für Spionageabwehr der Sûreté, welche dem Innenministerium unterstellt war.
Von 1913 bis 1917 wurde das Deuxième Bureau von Oberst Charles Joseph Dupont (1863–1935) geleitet, 1917 und 1918 von Oberst Edmond de Cointet (1870–1948).
Das Deuxième Bureau wurde ab 1926 von Colonel Louis Koeltz geleitet. Daraufhin stand es von 1937 bis 1940 unter der Leitung von Oberst Maurice-Henri Gauché (1889–1958), einem Infanterieoffizier des Ersten Weltkrieges aus der Normandie. Da der Nachrichtendienst in der französischen Armee zu jener Zeit kein hohes Ansehen genoss und in die militärische Planung weitgehend nicht einbezogen war, sammelte das Deuxième Bureau zwar sehr erfolgreich militärisch relevante Informationen durch Abhören des verschlüsselten Funkverkehrs (für seine kryptografischen Erfolge war er berühmt) militärischer und diplomatischer Dienststellen, als Kontaktstelle der ausländischen militärischen Attaches, Beobachtung deutscher und italienischer Schiffsbewegungen im Atlantik, Pazifik, im Indischen Ozean und im Mittelmeer, Beobachtung deutscher Aufklärungsflugzeuge über französischem, belgischem und niederländischem Territorium, Einschleusung von Agenten etc., war aber nicht in der Lage, die gesammelten Informationen auszuwerten und auf dieser Grundlage Handlungsempfehlungen für die eigene militärische Planung und Strategie abzuliefern. Er nutzte den Kriegsbeginn lediglich zur Steigerung der Zahl seiner Mitarbeiter und der von seiner Organisation außerhalb von Paris genutzten Schlösser.
Der Nachrichtendienst des Heeres, Service de Renseignement Guerre (SR Guerre), hatte eine gewisse Sonderstellung, da es im Kriegsministerium an der Seite des Deuxième Bureau unter der Leitung von Oberst Louis Rivet (1883–1958) im Hôtel des Invalides in der 2bis, Avenue de Tourville residierte und seit den 1930er Jahren am Vorabend des Zweiten Weltkrieges Agentennetze schwerpunktmäßig in Deutschland, Italien und der Sowjetunion unterhielt. Dadurch verfügte er über einen nicht unerheblichen Fluss von militärisch relevanten Informationen, die er mit dem kooperierenden Secret Intelligence Service (SIS) teilte.

## Zweiter Weltkrieg
Nach Teilung des Generalstabes am 6. Januar 1940 wurde die Zahl der Mitarbeiter des Deuxième Bureau auf fast die Hälfte verringert und Oberst Rivet gelangte an die Spitze des Deuxième Bureau. Nach der Niederlage Frankreichs im Juni 1940 wurde das Deuxième Bureau offiziell aufgelöst, tatsächlich aber in die unbesetzte Südzone verlegt. Der SR Guerre und der SR Air unter der Leitung von Oberst Georges Ronin nahmen im Widerspruch zur offiziellen Linie des faktisch mit Nazideutschland kollaborierenden Vichy-Regimes die Haltung ein, der Krieg sei nur vorübergehend unterbrochen. Da er weder beendet noch entschieden sei, wäre eine Wiederaufnahme der Kampfhandlungen möglich, bei denen die Achsenmächte Gegner und die Briten Verbündete seien. Es entsprach dem professionellen Selbstverständnis, dass eine Wiederherstellung der militärischen Ehre Ziel und Grundlage eigenen Handelns war. Dem gegenüber nahm der nach Maintenon verlegte SR Marine, der jetzt als centre d’information gouvernemental (CIG) unter dem Befehl Admiral François Darlans fungierte, die Haltung der Kollaborateure ein.
Nach einer zweimonatigen Abstimmung mit den Besatzungsmächten wurde am 25. August 1940 der Service des Menées Antinationales (Service MA) unter der Leitung von Commandant Guy d’Alès aus der Taufe gehoben, dessen offizielle Aufgabe es war, die maximal 100.000 Mann starke französische Waffenstillstandsarmee vor britischer, kommunistischer und gaullistischer Infiltration zu schützen, die Résistance zu bekämpfen und Nachrichten über Großbritannien und die Sowjetunion zu sammeln. Der SMA wurde dann durch sein brutales Vorgehen gegen die Résistance berüchtigt.
Der weitaus größte Teil von Rivets SR Guerre ging als Bureau des Menées Antinationales in den Untergrund: Die Gegenspionage MA 3 residierte getarnt als Teil des Landwirtschaftsministeriums unter der Tarnbezeichnung Travaux ruraux (TR) mitsamt ihrem riesigen Archiv unter der Leitung von Paul Paillole in der Villa Eole in Marseille. Der Nachrichtendienst MA 1, der das Agentennetz steuerte, hatte die Villa des Songes in Vichy bezogen. Die Funk- und Dechiffrierabteilung MA 2 unter dem Befehl von General Gustave Bertrand kam im Château des Fouzes (Cadix) in der Nähe von Uzès unter.
Hatten bereits vor Ausbruch des Krieges polnische Dechiffrierspezialisten beim Treffen von Pyry ihre Kenntnisse mit ihren französischen Berufskollegen ausgetauscht, so war es einigen nach dem deutschen Überfall auf Polen gelungen, nach Frankreich zu gelangen. Zusammen mit tschechischen und spanischen Kollegen hatten sie vier zusätzliche Enigma-Maschinen nachgebaut und den Funkverkehr der deutschen Besatzer abgehört. Zusätzlich hatte Rivets Nachrichtendienst begonnen, eine ökonomische Datenbank (Fichier économique) in Lyon aufzubauen. Am gleichen Ort wurde auch eine Agentenschule (école de SR interarmée) unterhalten.
Rivets Geheimdienst sammelte aus einer Vielzahl von in- und ausländischen Quellen Stimmung und Versorgung der französischen Bevölkerung in den besetzten Zonen, Industrieproduktion und Rohstoffvorräte, Rüstungsproduktion, Truppen- und Schiffsbewegungen, Transportwege der Besatzer, Befestigungsarbeiten, Depots, Bewaffnung, Reserven, Verluste und Kampfmoral der Besatzungsmächte. Zu den abgeschöpften Informanten gehörten auch heimkehrende Kriegsgefangene, Arbeitsverpflichtete und Kriegsteilnehmer an der Ostfront. 1942 gelang es MA 1, die PTT-Telefonkabel Paris-Metz-Berlin und Paris-Straßburg (Source K) unbemerkt sechs Monate lang abzuhören. Die wechselnden Enigma-Schlüssel der Deutschen konnten anfangs in Uzès durch polnische Spezialisten auf mechanisch-mathematischem Wege schneller geknackt werden, als dies ihren Kollegen in Bletchley Park mit der Turing-Bombe gelang. Diese Informationen wurden nicht nur an die Dienststellen des Vichy-Regimes, sondern auch an die jahrelangen Kontakte des britischen SIS weitergeleitet. Ab 1942 begann auch der amerikanische Geheimdienst OSS in Vichy, Marseille, Nordafrika (Oberst William Alfred Eddy) und Bern (Allen Dulles) Kontakte zu Rivets Mitarbeitern aufzubauen.
In seinen umstrittenen Memoiren ging Rivet so weit, seinem Geheimdienst eine Zusammenarbeit mit der Résistance zuzuschreiben. Es ist unklar, ob er sich dabei auf die zeitweilige Tätigkeit von Henri Frenay in der Abwehr bezieht, der später Kopf der Résistancegruppe Combat war, oder auf die Haltung vieler Angehöriger der Waffenstillstandsarmee, die nach deren Auflösung durch die Besatzungsmacht als Armée secrète in den Untergrund gegangen waren.
Durch diese Kontakte war Rivets Organisation über Ziel und annäherndes Datum der Operation Torch unterrichtet. Als Pétain im August 1942 das BMA offiziell auflöste, wurden das Archiv, Funkgeräte und Enigma-Maschinen rechtzeitig nach Algier verlegt, um sie nach Beginn der Landung der Angloamerikaner in Nordafrika dem Zugriff der Deutschen zu entziehen, die Ende November 1942 in die bislang unbesetzte Südzone einrückten (Unternehmen Anton). Paillole zog nach Algier um, wo er seine geheimen Aktivitäten in Verbindung mit den Resten seiner Netze im Mutterland als TR und TR jeune fortsetzte. Gleichzeitig gründete er den Service Sécurité Militaire.

## Der gaullistische Geheimdienst BCRA
Mit der Etablierung des Nationalkomitees Freies Frankreich in London wurde nach dem Vorbild des Deuxième Bureau ein eigener Geheimdienst unter der Leitung von André Dewavrin gegründet, das Bureau Central de Renseignements et d’Action (BCRA). Damit gab es zwei französische Nachrichtendienste, die sich bekämpften: das BMA für Vichy und das BCRA seines gaullistischen Kriegsgegners, wobei sich innerhalb der Dienste von Vichy deutschfeindliche und deutschfreundliche Richtungen gegenüberstanden.
Mit der Gründung des Comité francais de la Libération nationale (CFLN) bei der Annäherung Giraud – de Gaulle wurde 1943 der SR von Rivet mit dem BCRA von Dewavrin zu einer neuen Struktur, der Direction générale des services spéciaux (DGSS) zusammengeschlossen. Aus Widerstand gegen diese Fusion der sich kurz zuvor noch bekämpfenden Dienste trat Louis Rivet zurück.
Nachdem im April 1944 bekannt geworden war, dass sich De Gaulles Konkurrent General Giraud einen exklusiven Informationszugang zur DGSS geschaffen hatte, wurde die DGSS neu organisiert und in die Direction générale des études et recherches (DGER) umbenannt. Diese wurde 1945 durch den Service de documentation extérieur et de contre-espionnage (SDECE, Dienst zur Auslandsdokumentation und Gegenspionage) ersetzt, aus dem 1982 der aktuelle französische Auslandsnachrichtendienst, die Direction Générale de la Sécurité Extérieure (DGSE) hervorging.